# CD Numancia
Club Deportivo Numancia de Soria, S.A.D. este un club de fotbal spaniol din Soria, în comunitatea autonomă Castilia și León. Clubul a fost fondat pe 9 aprilie 1945, și în prezent evoluează în Segunda División. Stadionul de casă al clubului este Nuevo Estadio Los Pajaritos, cu o capacitate de 9.025 de locuri.

## Evoluții pe sezoane
| Sezon   | Divizia  | Loc | Copa del Rey |
| ------- | -------- | --- | ------------ |
| 1945/46 | Regional | —   |              |
| 1946/47 | 3ª       | 4   |              |
| 1947/48 | 3ª       | 11  |              |
| 1948/49 | 3ª       | 3rd |              |
| 1949/50 | 2ª       | 13  |              |
| 1950/51 | 2ª       | 17  |              |
| 1951/52 | 3ª       | 13  |              |
| 1952/53 | 3ª       | 6   |              |
| 1953/54 | 3ª       | 12  |              |
| 1954/55 | 3ª       | 3rd |              |
| 1955/56 | 3ª       | 7   |              |
| 1956/57 | 3ª       | 9   |              |
| 1957/58 | 3ª       | 5   |              |
| 1958/59 | 3ª       | 7   |              |
| 1959/60 | 3ª       | 15  |              |
| 1960/61 | 3ª       | 3rd |              |
| 1961/62 | 3ª       | 1st |              |
| 1962/63 | 3ª       | 1st |              |
| 1963/64 | 3ª       | 2nd |              |
| 1964/65 | 3ª       | 3rd |              |

| Sezon   | Divizia    | Loc | Copa del Rey |
| ------- | ---------- | --- | ------------ |
| 1965/66 | 3ª         | 1st |              |
| 1966/67 | 3ª         | 15  |              |
| 1967/68 | 3ª         | 6   |              |
| 1968/69 | 3ª         | 14  |              |
| 1969/70 | 3ª         | 12  |              |
| 1970/71 | Reg. Pref. | 16  |              |
| 1971/72 | 1ª Reg.    | 1st |              |
| 1972/73 | Reg. Pref. | 10  |              |
| 1973/74 | Reg. Pref. | 13  |              |
| 1974/75 | Reg. Pref. | 15  |              |
| 1975/76 | Reg. Pref. | 15  |              |
| 1976/77 | Reg. Pref. | 12  |              |
| 1977/78 | Reg. Pref. | 1st |              |
| 1978/79 | 3ª         | 5   |              |
| 1979/80 | 3ª         | 14  |              |
| 1980/81 | 3ª         | 13  |              |
| 1981/82 | 3ª         | 4   |              |
| 1982/83 | 3ª         | 7   |              |
| 1983/84 | 3ª         | 2nd |              |
| 1984/85 | 3ª         | 8   |              |

| Sezon   | Divizia | Loc | Copa del Rey  |
| ------- | ------- | --- | ------------- |
| 1985/86 | 3ª      | 11  |               |
| 1986/87 | 3ª      | 8   |               |
| 1987/88 | 3ª      | 4   |               |
| 1988/89 | 3ª      | 1st |               |
| 1989/90 | 2ªB     | 13  |               |
| 1990/91 | 2ªB     | 11  |               |
| 1991/92 | 2ªB     | 10  |               |
| 1992/93 | 2ªB     | 8   |               |
| 1993/94 | 2ªB     | 3rd |               |
| 1994/95 | 2ªB     | 2nd |               |
| 1995/96 | 2ªB     | 8   | 1/4 de finală |
| 1996/97 | 2ªB     | 2nd |               |
| 1997/98 | 2ª      | 17  |               |
| 1998/99 | 2ª      | 3rd |               |
| 1999/00 | 1ª      | 17  |               |

| Sezon   | Divizia | Loc | Copa del Rey  |
| ------- | ------- | --- | ------------- |
| 2000/01 | 1ª      | 20  |               |
| 2001/02 | 2ª      | 17  |               |
| 2002/03 | 2ª      | 14  |               |
| 2003/04 | 2ª      | 3rd |               |
| 2004/05 | 1ª      | 19  |               |
| 2005/06 | 2ª      | 8   |               |
| 2006/07 | 2ª      | 8   |               |
| 2007/08 | 2ª      | 1st |               |
| 2008/09 | 1ª      | 19  |               |
| 2009/10 | 2ª      | 8   |               |
| 2010/11 | 2ª      | 10  | Runda a doua  |
| 2011/12 | 2ª      | 10  | Runda a treia |
| 2012/13 | 2ª      | 12  | Runda a doua  |
| 2013/14 | 2ª      | —–  | Runda a doua  |

- 4 sezoane în La Liga
- 14 sezoane în Segunda División
- 8 sezoane în Segunda División B
- 33 sezoane în Tercera División
- 9 sezoane în Categorías Regionales

## Lotul actual
Donform site-ului oficial: www.cdnumancia.com Arhivat în 20 noiembrie 2010, la Wayback Machine. and www.lfp.es
| Nr. |           | Poziție | Jucător                                     |
| --- | --------- | ------- | ------------------------------------------- |
| 1   | Spania    | P       | Biel Ribas                                  |
| 2   | Franța    | F       | Mickaël Gaffoor                             |
| 3   | Spania    | F       | Adrián Ripa                                 |
| 5   | Spania    | F       | Francisco Regalón                           |
| 6   | Spania    | F       | José Isidoro                                |
| 7   | Spania    | M       | Miguel Ángel Nieto                          |
| 8   | Spania    | A       | Miguel Palanca                              |
| 9   | Spania    | A       | Pedro Martín (on loan from Atlético Madrid) |
| 10  | Venezuela | M       | Julio Álvarez                               |
| 11  | Spania    | A       | Javi Del Pino (captain)                     |
| 13  | Spania    | P       | Raúl (on loan from Athletic Bilbao)         |
| 14  | Spania    | M       | Víctor Andrés                               |

| Nr. |                     | Poziție | Jucător        |
| --- | ------------------- | ------- | -------------- |
| 15  | Guineea Ecuatorială | F       | Carlos Akapo   |
| 16  | Spania              | M       | Juanma         |
| 17  | Spania              | M       | Marc Pedraza   |
| 18  | Spania              | M       | Vicente        |
| 19  | Spania              | A       | Natalio        |
| 20  | Spania              | M       | Antonio Tomás  |
| 21  | Spania              | M       | Miguel Bedoya  |
| 22  | Spania              | M       | Javi Bonilla   |
| 23  | Spania              | A       | Sergi Enrich   |
| 24  | Spania              | M       | David González |
| 27  | Spania              | A       | David Martín   |
| 29  | Spania              | M       | Luis Valcarce  |

### Împrumutați
| Nr. |        | Poziție | Jucător                   |
| --- | ------ | ------- | ------------------------- |
| 12  | Spania | M       | Asier (at Sestao River)   |
|     | Spania | A       | Diego Antón (at Arandina) |

## Palmares
- Segunda División: 2007–08[1]
- Tercera División: 1961–62, 1962–63, 1965–66, 1988–89
- Promovare în La Liga: 1998–99, 2003–04, 2007–08